# Батярство

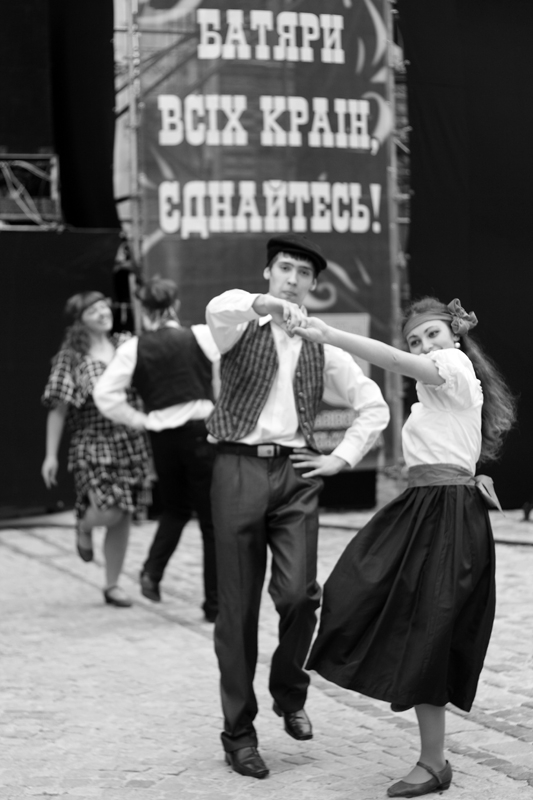
Празднование Дня батяра

Батярство — львовская субкультура, существовавшая с середины XIX до середины XX века. Название субкультуре дало венгерское слово бетьяр (betyár), которое означает «разбойник», «авантюрист» и происходит из иранских языков. Во Львове батя́р — это сорвиголова, способный на разные затеи и рискованные шутки. Большинство батяров были жителями предместий (особенно Лычакова и Подзамче), которые собирались в кабаках и «садочках» — плебейских питейных заведениях для различных забав.
Батяры пользовались особым жаргоном (так называемый львовский «балак»), который представлял собой смешение польских, украинских, немецких и еврейских слов, частично использующихся во Львове до сих пор: гальба ‘кружка пива’, мент ‘милиционер’, рантка ‘свидание влюбленных’, спацькати ‘испортить’, шкраби ‘ботинки’. В 1933 году во Львове появилась радиопрограмма «Весёлая львовская волна» с ведущими Тонько (Хенриком Фогельфенгером) и Щепчо (Казимежем Вайдой), благодаря которой с батярской субкультурой ближе познакомились другие регионы Польши.
Гимном батяров считалась песня, созданная композитором Хенриком Варсом на слова Эмануэля Шлехтера «Только в Львове» (пол. Tylko we Lwowie), ставшая позже неофициальным гимном города. Батярство было распространено в основном среди поляков, об этом свидетельствует исключительно польский батярский фольклор Львова.
Согласно постановлению Львовского городского совета 1 мая 2008 года в городе был введён ежегодный День батяра.